# Abortuspil
De abortuspil of overtijdpil is een middel om op medicinale wijze een zwangerschap af te breken: een overtijdbehandeling of abortus. In Nederland en België wordt een abortuspil gegeven in een abortuscentrum of een ziekenhuis dat daarvoor een speciale vergunning heeft.
In een aantal landen is deze medicamenteuze vorm van abortusbehandeling veel gebruikt omdat ze thuis kan worden uitgevoerd; dit is vooral zo in landen waar afstanden naar een medisch centrum groot zijn. In België wordt een abortuspil gegeven in een abortuscentrum of een ziekenhuis dat daarvoor een speciale vergunning heeft. In Nederland werd in 2017 geprobeerd via de 'Wet Schippers' - genoemd naar de toenmalige minister van Volksgezondheid, Welzijn en Sport Edith Schippers - de abortuspil ook beschikbaar te maken via de huisarts. Na de vorming van een nieuwe regering eind 2017 waaraan onder andere de ChristenUnie deelnam, werd het wetsvoorstel gestopt. In 2018 kwamen oppositiepartijen GroenLinks en PvdA met een nieuw wetsvoorstel die het mogelijk zou maken om de pil via de huisarts te verkrijgen. Dit wetsvoorstel werd in 2022 wel aangenomen.
In Nederland wordt een overtijdbehandeling/abortus met de abortuspil alleen gebruikt bij een zwangerschap die niet verder is dan 9 weken, gerekend vanaf de eerste dag van de laatste menstruatie. In België is deze termijn niet wettelijk vastgelegd maar doorgaans is de behandeling er mogelijk tot 63 dagen vanaf het begin van de laatste menstruatie. De wettelijk voorgeschreven bedenktijd die voor een abortus geldt moet daarbij in acht genomen worden (in Nederland is deze bedenktijd in 2022 afgeschaft). In Nederland kan de vrouw daarna meteen naar huis om te wachten op de uitstoting, in België dient zij gedurende enkele uren in het centrum of ziekenhuis onder toezicht van een arts te blijven. Deze kan de vrouw dan monitoren en de uitgedreven zwangerschap controleren. In ongeveer de helft van de gevallen zal de vrouw tijdens deze uren de vrucht uitdrijven; bij de andere helft gebeurt dit later thuis.
De abortuspil werd ook wel 'ru486' genoemd en is in de handel onder de naam Mifegyn. Voor een medicinale beëindiging van zwangerschap zijn twee verschillende stoffen nodig:
- mifepriston, dat de aanvoer van progesteron belemmert, zodat de zwangerschap zich niet verder kan ontwikkelen. Progesteron is het hormoon dat nodig is om de zwangerschap in stand te houden.
- misoprostol, een medicijn dat samentrekkingen van de baarmoeder veroorzaakt, zodat de foetus wordt uitgedreven: de expulsie. Dit wordt 48 uur na het mifepriston gegeven. Misoprostol kan worden toegediend door het smelten onder de tong, of in de wang, maar wordt ook wel vaginaal gegeven. Als er weinig contracties optreden wordt na 4 uur een extra dosis gegeven.

Er treedt een bloeding op en een pijnlijke kramp die varieert van matig menstruatie tot heftig. Omdat het lichaam op de medicatie reageert en zelf de vrucht uitstoot, wordt de behandeling vergeleken met een miskraam. Sommige vrouwen vinden het een voordeel dat zij de abortus thuis kunnen afwachten; anderen vinden dat een onveilig idee, en laten de abortus bij voorkeur doen in een omgeving waar medische hulp mogelijk is zoals een abortuskliniek.